# Pierres Tournantes (Teurthéville-Hague)
Les Pierres Tournantes, appelées aussi Toc et Toquillon, sont deux menhirs situés à Teurthéville-Hague, dans le département de la Manche, en région Normandie.

## Description
Les deux menhirs sont des blocs de grès quartzeux d'origine locale. Ils mesurent environ 3 m de hauteur et sont distants de 22 m.

## Folklore
D'après la légende, les pierres tournent trois fois sur elles-mêmes à minuit durant la nuit de Noël.